# محمد مجيد حسين
محمد مجيد حسين (بالإنجليزية: Mohammad Majid Hussain)‏ هو سياسي هندي، ولد في 9 أبريل 1980 في حيدر آباد في الهند. حزبياً، نشط في مجلس اتحاد المسلمين (الهند).